# Ekbert II. (Meißen)

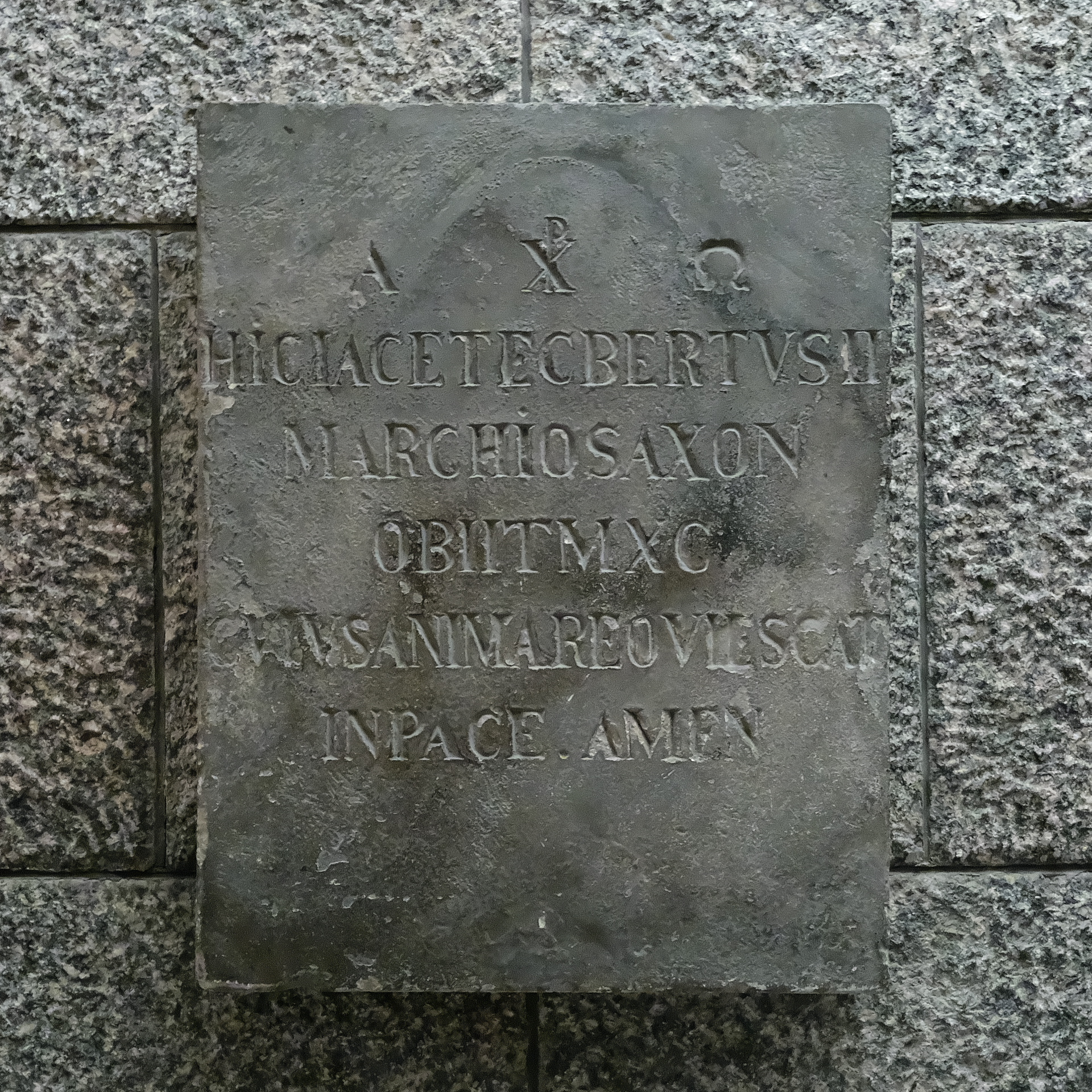
Grabplatte von Ekbert II. aus dem Jahr 1090 im Braunschweiger Dom mit der Aufschrift:
Alpha Chi/Rho (Christusmonogramm) Omega
HIC IACET ECBERTUS II MARCHIO SAXON OBIIT MXC CUIUS ANIMA REQUISCAT IN PACE. AMEN
Interpretation:
Anfang Christus Ende
Hier ruht Ekbert II. sächsischer Markgraf gestorben 1090 dessen Seele ruhe in Frieden. Amen

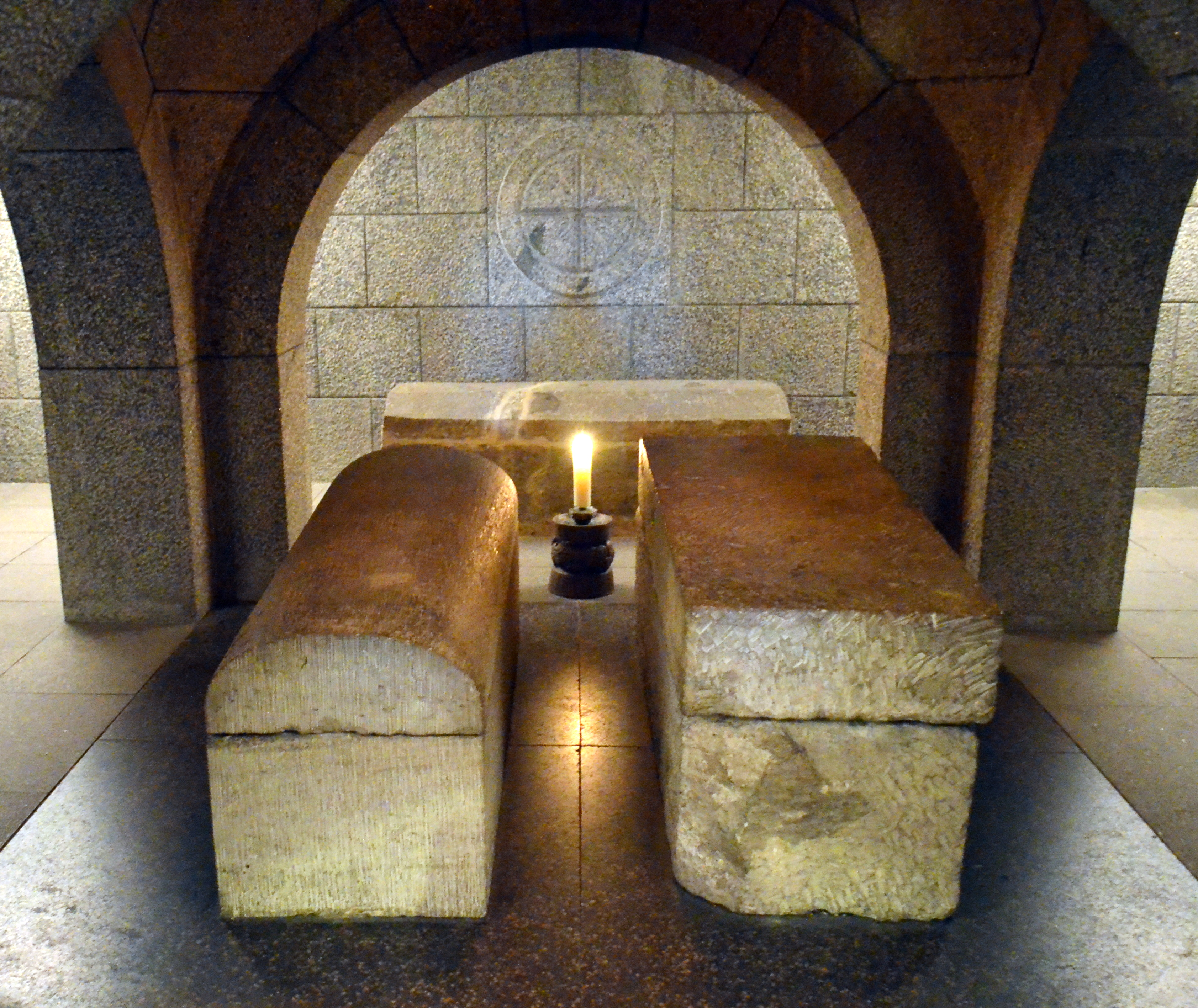
Krypta Heinrichs des Löwen. Links: Sarkophag Heinrichs des Löwen, rechts der seiner zweiten Ehefrau Mathilde Plantagenet. Im Hintergrund ein Sarkophag, in dem sich die sterblichen Überreste Markgräfin Gertruds der Älteren von Braunschweig, Markgraf Ekberts II. von Meißen und dessen Schwester Gertruds der Jüngeren von Braunschweig, Urgroßmutter Heinrichs des Löwen befinden.

Ekbert II. von Meißen (* um 1059/1061; † 3. Juli 1090 im Selketal, Harz) aus der Familie der Brunonen war Markgraf von Meißen und Graf von Friesland.

## Leben und Wirken
Ekbert II. war der Sohn des Grafen Ekbert I. von Friesland und der Irmgard von Susa. Von seinem Vater übernahm er das Erbe des brunonischen Besitzes um Braunschweig, die friesischen Grafschaften und die Markgrafschaft Meißen. Er heiratete Oda, Tochter des Markgrafen Ottos von Weimar-Orlamünde, die nach dem Tod ihres Vaters 1067 die Markgrafschaft erbte. Die Ehe blieb vermutlich kinderlos. Es gibt allerdings Hinweise, dass der spätere Bischof von Münster Egbert aus dieser Verbindung stammen könnte.
Ekbert war beteiligt an der Fürstenopposition gegen Kaiser Heinrich IV., weshalb dieser die Mark Meißen im Jahre 1076 an Vratislav von Böhmen verlieh. Einer kurzen Versöhnung im Jahre 1085 folgte der erneute Kampf gegen Kaiser Heinrich IV. (siehe auch Burg Gleichen). Nachdem der deutsche Gegenkönig Hermann von Salm am 28. September 1088 bei Cochem gefallen war, war Ekbert einer der Führer der sächsischen Opposition. Er wurde im selben Jahr geächtet und im Jahre 1090 auf der Flucht ermordet.
Einer Legende nach wurde Ekbert II. in einer Mühle in Eisenbüttel bei Braunschweig von Reitern des Kaisers Heinrich IV. ermordet. Die meisten Historiker nennen eine Mühle bei Selke im Harz als Ort, an dem Ekbert II. am 3. Juli 1090 erschlagen wurde. Dagegen vermutete der Braunschweiger Jurist und Historiker Julius Dedekind, dass der Markgraf mit großer Wahrscheinlichkeit weder in der Mühle in Eisenbüttel, noch im Selketal, sondern bei Isenbüttel an der Salke, im heutigen Landkreis Gifhorn, ermordet wurde.
Ekbert II. war, zusammen mit seinem Vater, Gründer des Braunschweiger St. Cyriakusstiftes, in dem er auch bestattet wurde. Nach dem Abbruch des St. Cyriakusstifts im Jahr 1545, wurde die Grabstätte Ekberts II. in das Braunschweiger Stadtgebiet überführt, in die Krypta der Stiftskirche St. Blasius.
Die Markgrafschaft Meißen erbte der Wettiner Heinrich I. († 1103), der mit Ekberts Schwester Gertrud der Jüngeren von Braunschweig († 1117) verheiratet war. Über Gertrud kam der brunonische Besitz um Braunschweig über Kaiser Lothar III. letztlich an die Welfen.

## Literarische Adaption
Die Schriftstellerin Benedikte Naubert (1752–1819) beschreibt in ihrer Erzählung „Der Müller von Eisenbüttel“  die Geschichte eines Müllers, in dessen Mühle der Markgraf Ekbert (in der dortigen Schreibweise: „Egbert“) zu Tode kam.